# Silvia Del Carmen Castaños
Silvia Del Carmen Castaños (geboren in Laredo) ist eine amerikanische Filmschaffende.

## Leben und Wirken
Silvia Del Carmen Castaños wurde in Laredo, Texas geboren und ist als Filmschaffende und Planerin für den öffentlichen Nahverkehr in Boston tätig. Silvia Del Carmen Castaños und Estefanía Contreras zeigen im dokumentarischen Film Hummingbirds Szenen ihrer Partnerschaft und über das Leben im Grenzland zwischen Mexiko und den USA.
Carmen Castaños Filmdebüt mit Hummingbirds wurde im Rahmen der 73. Internationalen Filmfestspiele Berlin in der Kategorie Generation 14plus gezeigt. Dort wurde er mit dem Großen Preis der Generation 14plus von der Internationalen Jury für den Besten Film ausgezeichnet.

## Filmografie (Auswahl)
- 2023: Hummingbirds
- 2018: Ocean